# Patrick Leboutte
 (août 2023).
Si vous disposez d'ouvrages ou d'articles de référence ou si vous connaissez des sites web de qualité traitant du thème abordé ici, merci de compléter l'article en donnant les références utiles à sa vérifiabilité et en les liant à la section « Notes et références ».
 (août 2023).
- Si vous ne connaissez pas le sujet, laissez ce bandeau (vous pouvez alors contacter les auteurs).
- Si vous supprimez le contenu mis en cause (vous pouvez préalablement contacter les auteurs),

argumentez précisément cette suppression dans la page de discussion
(un manque de référence n'est pas un argument ; une recherche réelle de référence doit avoir été effectuée, être formellement documentée).
Patrick Leboutte est spécialiste du film documentaire, critique de cinéma et essayiste, né à Berchem-Sainte-Agathe (Bruxelles) en 1960. Il enseigne l'Histoire du cinéma à l'INSAS (Bruxelles).
Il dirige la collection Le geste cinématographique aux Éditions Montparnasse. Il conçoit ou programme régulièrement des manifestations cinématographiques et anime de nombreux séminaires, en Belgique comme en France, dans l'esprit de la revue L'image, le monde qu'il cofonda en 1999 et dont il fut le rédacteur en chef. 
Il est auteur de l'ouvrage devenu une référence Ces films qui nous regardent, Une approche du cinéma documentaire (éditions La Médiathèque de la Communauté française de Belgique, 2002.)
De 1986 à 1996, il fut directeur littéraire aux éditions Yellow now où il dirigea notamment les collections Long métrage (centrée sur l'analyse de films) et De parti pris. Pour ce même éditeur, il coordonna plusieurs ouvrages dont  Une encyclopédie des cinémas de Belgique (1990, codirigé avec Guy Jungblut et Dominique Païni, Musée d’art moderne de la Ville de Paris - Editions Yellow Now), Une Encyclopédie du nu au cinéma (1994, codirigé avec Alain Bergala et Jacques Déniel) et Cinégénie de la bicyclette (1995, écrit avec Gilles Cornec et Hervé Le Roux.) 
Il a signé le manifeste pour la culture wallonne en 1983, alors qu'il était jeune étudiant à l'Université de Liège, où il a suivi les cours du professeur Klinkenberg.

## Pensée
La pensée de Patrick Leboutte, qui s'élabore sur un parcours de recherche riche de plus de vingt ans dans le milieu du cinéma, au fil de livres, conférences, émissions TV, revues, etc., consiste à reprendre les réflexions françaises des Cahiers du cinéma des années 1960, Jean-Louis Comolli et Gilles Deleuze principalement, en montrant que le cinéma ne devrait pas être ce qu'il a pris l'habitude d'être dans une époque de standardisation des images où même le cinéma d'auteur est formaté. Face à cette industrie de la culture, paraphrasant Robert Kramer et Jean-Luc Godard, il millite pour un cinéma différent : quelque chose qui arrive à quelqu'un en un temps et un lieu particulier, devant un écran, un événement singulier qui, comme la conversation, passe par les deux sens, et dont l'existence est confirmée par les traces qu'il laisse. C'est ce double mouvement qui nous projette vers autrui en même temps qu'il nous ramène au fond de nous-mêmes. Bref, le cinéma est un geste documentaire qu'il définit comme "une opération menée sur le monde et l'image qui l'exprime, où le sujet filmant oublie ce qu'il savait au préalable du sujet filmé, au profit d'une nouvelle relation née de l'acte cinématographique lui-même, dans le présent du tournage et du montage, dans la disponibilité à leur aléas ; où le travail ainsi conçu, au fur et à mesure qu'il se construit, est précisément ce qui documente tout à la fois le monde, le cinéma, le cinéaste et, au bout du parcours, le spectateur devant un écran".